# Ginnerup
Ginnerup är en by i Danmark beläget på nordöstra Jylland ungefär 10 km väster om Grenå. Ginnerup ligger i Norddjurs kommun i Region Midtjylland.
Ginnerup är födelseplatsen för den förre danske statsministern Anders Fogh Rasmussen.